# Saranda
Saranda kisváros Albánia délnyugati részén, a Jón-tenger partján, Gjirokastrától légvonalban 25 kilométerre délnyugati irányban. Vlora megyén belül Saranda község, valamint Saranda alközség központja. A 2011-es népszámlálás alapján az alközség népessége 17 233 fő, mely Sarandáén kívül Çuka, Gjashta, Metoq és Shelegar falvak lakosságát is magában foglalja. A városban és körzetében jelentős a görög kisebbség aránya.
Az ókorban a közeli Phoiniké városának kikötőjeként szolgált Onkhészmosz néven. Itt találhatóak Albánia egyetlen ismert ókori zsinagógájának mozaikpadlós romjai. A 7. században elnéptelenedett település a 20. századig a történelmi Labëria és Çamëria határvidékén fekvő, jelentéktelen halászfalu volt, amely a második világháborút követően indult fejlődésnek. Jelenleg Albánia négy kikötővárosának legdélebbike, dinamikusan növekvő üdülőváros, fontos turisztikai célpont. Közelében található az ország egyik kulturális világörökségi helyszíne, az ókori Buthróton/Buthrotum romvárosa.

## Fekvése
Saranda a Jón-tenger, a Qefali-fok és a Ksamili-félsziget között húzódó, amfiteátrumszerű Sarandai-öböl partján, a Korfui-szoros északi végpontjánál fekszik. Kelet felől a Delvinai-medencét lezáró keskeny gerincek, dombsorok határolják, déli előterében pedig a tengerről lefűződött, de a Bistrica mellékága, a Kalasa által részben feltöltött Butrinti-tó terül el. Albániában itt a legmagasabb az évenkénti napsütéses órák száma, meghaladja a 2900-at.
Az északra fekvő Fier és Vlora városaival az Albán-Riviéra partvidékén húzódó SH8-as jelű főút köti össze, amelynek Saranda egyúttal déli végpontja is. Innen indul ki az SH8-ast az SH4-es jelű Durrës–Fier–Gjirokastra–Kakavija-főúttal összekötő SH99-es út, valamint a görög határ mentén fekvő Konispol városához vezető SH97-es főút.
Korfuval rendszeres komp- és hordszárnyashajó-járat köti össze. A 2000-es évek óta időről időre kormányzati tervek is felmerülnek egy sarandai repülőtér építéséről.

## Éghajlata
| Hónap                            | Jan. | Feb. | Már. | Ápr. | Máj. | Jún. | Júl. | Aug. | Szep. | Okt. | Nov. | Dec. | Év   |
| -------------------------------- | ---- | ---- | ---- | ---- | ---- | ---- | ---- | ---- | ----- | ---- | ---- | ---- | ---- |
| Rekord max. hőmérséklet (°C)     | 24,0 | 25,0 | 27,0 | 29,0 | 36,0 | 39,0 | 42,0 | 42,0 | 38,0  | 30,0 | 27,0 | 25,0 | 42,0 |
| Átlagos max. hőmérséklet (°C)    | 13,6 | 14,1 | 16,5 | 19,2 | 23,6 | 28,4 | 31,0 | 31,1 | 28,2  | 22,4 | 17,3 | 15,0 | 21,7 |
| Átlagos min. hőmérséklet (°C)    | 4,7  | 5,2  | 6,8  | 10,6 | 16,1 | 19,7 | 22,4 | 22,3 | 19,1  | 10,5 | 7,5  | 6,1  | 12,6 |
| Átl. csapadékmennyiség (mm)      | 125  | 122  | 98   | 65   | 39   | 20   | 5    | 9    | 48    | 125  | 161  | 169  | 986  |
| Forrás: METEOALB Weather Station |      |      |      |      |      |      |      |      |       |      |      |      |      |

## Neve
Az ókorban a közeli Phoinikét alapító khaóniai görögök Ankhiszész után az Onkhészmosz / Όγχησμος nevet adták a kikötőnek, amely a római időkben Onchesmos, majd a bizánci uralom alatt Ankhiaszmósz alakra módosult.
A város mai neve a bizánci görög Άγιι Σαράντα / Agii Szaranta (’szent negyven’) alakra vezethető vissza. A legenda szerint i. sz. 320-ban Szebasztéban halt mártírhalált negyven római keresztény legionárius, miután parancsnokuk, Licinius követelése ellenére sem voltak hajlandóak hitüket megtagadni és pogány áldozatot bemutatni. A bizánci egyház a 6. században a mai Sarandában is emeltetett templomot a szebasztei vértanúk tiszteletére. Utóbb, a velencei időkben az Agii Szaranta tükörfordításaként nyerte el a kikötő az olasz Santi Quaranta nevet, s a nyugati világ a 20. századig ezen a néven ismerte a települést.
Sarandát a későbbiekben is gyakran átkeresztelték: a második világháború előtt az illír hadvezér, I. Pürrhosz épeiroszi király után Pirro[forrás?], az albán uralkodó, I. Zogu után nyolc hónapon át Zogaj, az 1939 utáni olasz megszállás idején pedig Mussolini leánya Edda után Porto Edda volt a település hivatalos neve. 1944 óta neve Saranda.[forrás?] A város újgörög neve Άγιοι Σαράντα / Ajii Szaránta.

## Történelme
A Saranda környéki régészeti feltárások tanúsága szerint a vidék már a vaskorban lakott volt. Az ókori Onkhészmosz alapításának körülményei nem ismertek, első említése Dionüsziosz Halikarnasszeusznak az i. e. 1. század második felében írt történelmi munkájából maradt fenn. A régészeti feltárások alapján Onkhészmosz a közeli gazdag khaóniai kereskedőváros, Phoiniké kikötőjeként szolgált, de jelentősebb lakossággal nem rendelkezhetett. A római hódítás után, bár nem gyarmatosították, az i. sz. 1. században Onchesmos városi népessége megnövekedett, a 2–3. században pedig virágzott a település. Az 5. században Ankhiaszmósz néven püspöki székhely lett, amelyet az 5–6. század fordulóján erődített fallal vettek körbe. Szükség is volt a védelemre: a 6. században többször feldúlták a várost, többek között 551-ben a Totila vezette keleti gótok. A régészeti feltárások alapján Ankhiaszmósz a 7. század közepére elnéptelenedett, feltehetően a közeli Buthrotum lakóinak elköltözésével összefüggésben. Rendkívül töredékes kerámialeletek arról tanúskodnak, hogy a 9. és 11. század között kisebb település állt a korábbi kikötőváros helyén. A keresztes háborúkban részt vett történetíró, Roger of Hoveden 1191-ben már „civitas deserta”-ként (pusztán hagyott településként) említette Ankhiaszmószt.
A településnek a török hódoltság évszázadaiban nem volt nagyobb jelentősége, kisebb halászfaluként volt ismert, csekély tengeri forgalommal. A környék gazdasági és közigazgatási központja az északkeleti irányban alig 10 kilométerre található Delvina volt, ott haladt át a Sarandát kikerülő, Vlorát Janinával összekötő karavánút is. Sarandából Janinába csupán egy esős időben járhatatlan úton lehetett eljutni. Rövid felvirágzás köszöntött a településre a 18–19. század fordulóján, amikor az Észak-Epiruszban országló Ali Tepeleni pasa székhelye, Janina kereskedelmi kikötőjeként vette használatba. A 19. században kisebb erődöt is építettek a falu fölötti dombra, amely mára elpusztult. Miután a görög nemzettudat hagyományosan a görög nemzet részének tekinti a görögajkúak is lakta dél-albániai területeket, a 19. században több fegyveres harcot vívtak egymással az albánok és a görögök Saranda birtoklásáért is, különösen az albánokra nézve kedvezőtlen, 1878-as San Stefanó-i békét követő időszakban, majd közvetlenül az albán függetlenség 1912. novemberi kikiáltása előtt.

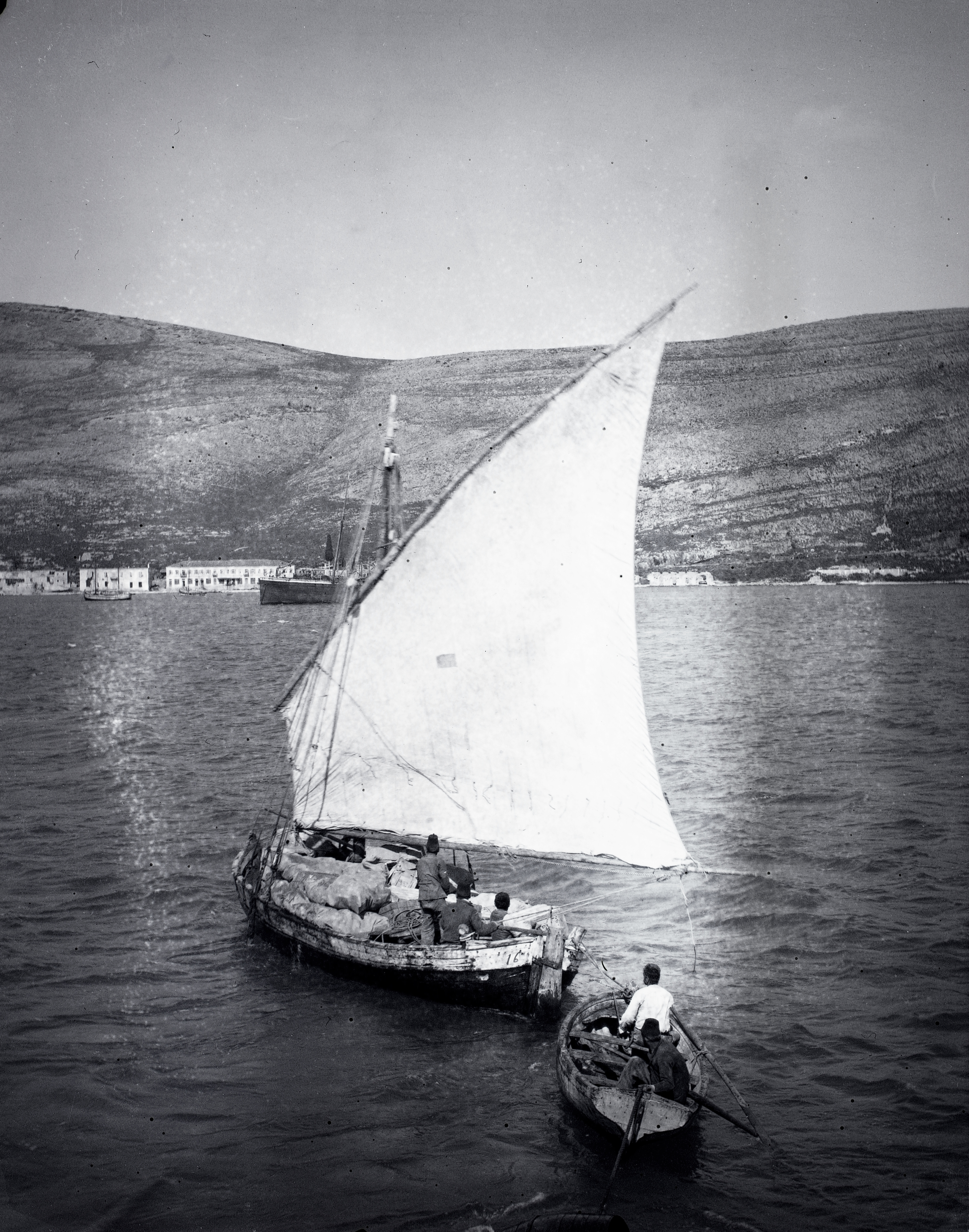
Saranda a tenger felől 1910-ben

Az első Balkán-háború kitörése után, 1912 decemberétől a görög hadiflotta több kísérletet tett a partra szállásra Sarandában, 1913 tavaszán azonban Olaszország a görög kormány értésére adta, hogy ha kell, katonai erővel akadályozzák meg őket abban, hogy a Korfui-szoros mindkét partját, így Sarandát is ellenőrzésük alatt tartsák. A Balkán-háborút lezáró, az európai nagyhatalmak által előkészített, a görög–albán határt kijelölő 1913. december 17-ei firenzei egyezmény több más epiruszi várossal együtt Sarandát is Albániának ítélte. A görögök nem fogadták el a verdiktet, és 1914. február 28-án kikiáltották az Észak-epiruszi Autonóm Köztársaságot, amelynek területe elviekben Sarandát is magában foglalta. A helyi albánok azonban nem engedték át a görögöknek a települést, amelyet ezért március 9-én a görög flotta a tenger felől blokád alá vont.
Az első világháború kitörésekor a nagyhatalmi érdekek geopolitikai súlypontjai eltolódtak, s a görög sereg 1914. október 31-én akadálytalanul elfoglalta Dél-Albánia egy részét, így Sarandát is. Saranda ezt követően két évig görög megszállás alatt állt, mígnem 1916. október 9-én az itt partra szálló olaszok át nem vették a hatalmat a településen. A világháború hátra lévő éveiben Saranda olasz kézen is maradt. Noha a háborút lezáró béketárgyalások során a görögök már 1919 februárjában jelezték igényüket Sarandára, végül azonban visszaállt az 1913-as status quo, és Saranda albán kézen maradt.
Albánia olasz megszállásakor, 1939. április 7-én hajnalban 65 harcoló egységet tettek partra Sarandában. Nem várt ellenállásba ütköztek azonban, tizenhét sarandai férfi ugyanis a várost övező dombon puskáikkal lesállást foglaltak el, majd tűz alá vették a partra szálló katonákat. A túlerő ellen nem tarthatták magukat sokáig, az olaszok kora délutánra harckocsi-támogatással lefegyverezték őket. A fáma szerint amikor az olaszok parancsnoka faggatni kezdte az elfogott albánokat, hogy merre van a sereg többi része, a sarandaiak büszkén felelték: „Mi vagyunk a sereg!” Saranda ezt követően hadikikötő lett, amely Mussolini leánya után a Porto Edda nevet kapta.
A második világháború éveiben több csata helyszíne volt, amelyeket a geopolitikailag stratégiai fontosságú Korfui-szoros birtoklásáért, illetve a himarai út ellenőrzéséért vívtak a gyakorta cserélődő hódítók. 1940. november 7-én, 12-én és 29-én, majd december 4-én a szövetséges légierő bombázta Porto Eddát. Miután a szövetségesek az északabbra fekvő Durrës és Vlora kikötőit lebombázták, a Porto Edda-i kikötő hadászati jelentősége megnövekedett. Időközben, 1940. november 14-én újabb olasz alakulatok szálltak partra a kikötőben, hogy a Dél-Albánia irányába meginduló görög támadást visszaverjék. November 27-éig a görögök már Delvináig előrenyomulva megközelítették a várost, majd november 30-án hadihajóik is bombázták a kikötőt. Az olasz védelem összeomlott; felgyújtották és elhagyták a várost, ahova a görög alakulatok december 6-án vonultak be. 1941 tavaszán az olasz csapatok újult erővel ellentámadást indítottak, és április 19-én visszafoglalták Porto Eddát a görögöktől. Az olaszok kapitulációját követően, 1943. szeptember 29-én a Harmadik Birodalom katonái vonultak be Sarandába. 1944. március 24-én irreguláris albán csapatok támadták meg a települést, és hatvan német katonát ejtettek foglyul; megtorlásul a németek felégették a közeli Kardhikaq falut. A háború végóráiban, 1944. szeptember 22-én Kakomejánál brit ejtőernyősök szálltak partra, s a Balkan Air Force légi támogatásával, illetve az Islam Radovicka vezette 12. partizánbrigáddal kiegészülve hosszan elhúzódó harcot folytattak a sarandai német helyőrség alakulatai ellen. Saranda végül 1944. október 10-én szabadult fel, s mintegy ötszáz német katona esett hadifogságba. Másnap, október 11-én egy a németek által elhelyezett késleltetett robbanószerkezet döntötte romba a település központi részét, de az incidens nem járt halálos áldozattal.
A második világháború lezárultával nem szűntek meg a görögök észak-epiruszi aspirációi. 1945. július 6-án, 17-én és 25-én görög hajók hatoltak be az albán vizekre, és géppisztolytűz alá vették a sarandai parti őrséget, valamint megsemmisítettek egy a parti úton haladó albán konvojt. 1946-ban a sarandai partok előtt, Albánia és az Egyesült Királyság között történt katonai incidens vezetett a hidegháború egyik első diplomáciai konfliktusához. Október 22-én két brit romboló hadihajó futott aknára a Korfui-szoros albán felségvizein, aminek következményeként negyvennégy brit tengerész veszett oda. A britek Albániát tették felelőssé az incidensért, s a hágai Nemzetközi Bíróság 1949-es ítéletében jóvátételre kötelezte Albániát.
Noha a korábbi uralkodó, I. Zogu 1938. augusztus 12–14-én egy családi hajókirándulás keretében meglátogatta a települést, s ezt követően tervbe vette tengerparti üdülőhellyé való fejlesztését, Saranda városiasodása csak a második világháborút követően indult meg, amikor az ország legdélibb kerületének közigazgatási központja lett. Kikötőjének jelentősége az 1980-as évekre alábbhagyott, a város az ország egyik technikai központjává nőtte ki magát. Az 1991-es rendszerváltás évtizedében Saranda előbb titkos kábítószer-laboratóriumok helyszíneként vált hírhedtté, majd a piramisjáték-válság nyomán 1997-ben kirobbant polgárháborús helyzetben Tirana és Vlora mellett a kormány ellen fellázadt fegyveresek egyik fő tűzfészke volt. 1997 márciusában a sarandai zendülők feltörték a helyi katonai raktárakat és tűzfegyvereket zsákmányoltak, majd a haditengerészet torpedónaszádjait is megszerezték, hogy így védjék a várost a kormánycsapatok ellen. A városba vezető úton lévő hidat szintén felrobbantották. A polgárháborús események során a városközpontban több épület kiégett, de emberéletben nem esett kár. A városka életére nézve kedvezőtlen epizódokat nem tekintve Saranda az 1990-es évek óta dinamikusan fejlődő tengerparti üdülőhely, a fürdőzni vágyó bel- és külföldi nyaralók egyik kedvenc albániai célpontja lett.
A város és körzete az albániai görög kisebbség egyik központja, a rendszerváltás után, 1991-ben politikai pártjuk, az Omónia sarandai jelöltje parlamenti mandátumot is nyert. A közeli Shkalla településen számottevő aromán nemzetiségű él.

## Nevezetességei

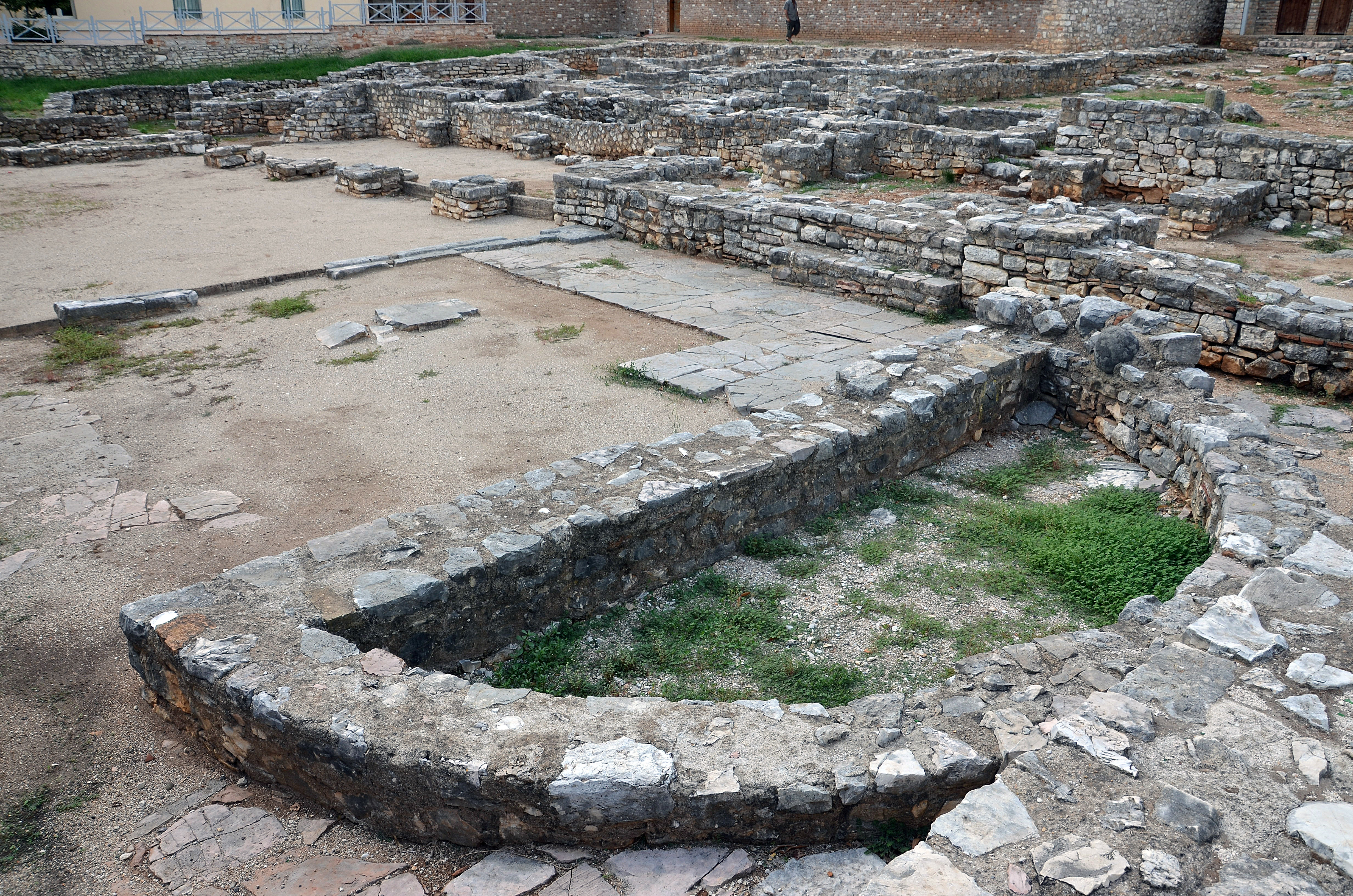
Az 5. századi onchesmosi zsinagóga romjai

Az ókori Onkhészmosz/Onchesmos kikötővárosának építészeti emlékei csak kis számban maradtak fenn napjainkig, nagy részük az 1990-es–2000-es évek építkezési lázának áldozata lett. Egyes töredékes mozaikpadlók, épületrészek megóvására azonban figyelmet fordítottak, így például a Republika hotel bárjának kialakításakor a belső tér részeként meghagyták az ott talált, 2. századi római kori fürdőciszternát, vagy a helyi postahivatal 1960-as évekbeli építésekor is megőriztek egy késő ókori, delfint ábrázoló padlómozaikot. A Miqësia parktól nyugatra fekvő közterületi részeken a feltehetően az 5–6. századok fordulóján épített városfal egyes szakaszai, valamint egy kaputorony alapjai ma is láthatóak. A fennmaradt ókori épületek legjelentősebbike az 1980-as években feltárt 5. századi zsinagóga romja, amely egyúttal az egyetlen Albánia területéről ismert ókori zsidó templom (szintén a Miqësia park nyugati oldalánál). Az itt folyó ásatások során az alapok mellett feltártak menórát, kosszarvat stb. ábrázoló mozaikpadló-részleteket is.
Az ókori emlékeket nem számítva Saranda modern belvárosa látnivalókban szűkölködik, a parti sétányon és az utcákon található éttermek, kávéházak és bárok inkább a szórakozni vágyó turistáknak nyújtanak kikapcsolódást. A kommunista évtizedek albániai szocialista realista építészetének két említésre érdemes példája az egykori Kultúrpalota és a város korábban egyetlen, mára részben átépített szállodája, a Butrinti hotel. A belvárosban, a hajókikötő (Liman) közvetlen közelében két múzeum található. Rögtön a parti sétányon, a korábban oktatástörténeti kiállításoknak otthont adó épületben működik 1997 óta a Néphagyományok Múzeuma (Muzeu i Traditës), ahol a környék néprajzának bemutatása mellett helytörténeti kiállítás is várja a látogatókat. Közvetlenül mögötte, a postahivatal és a már említett, vélhetően egy 6. századi ókeresztény bazilikához tartozó delfines padlómozaik tőszomszédságában áll az Onkhészmosz Régészeti Múzeum (Muzeu Arkeologjik Onhezmi).
A külső városrészek két legjelentősebb építészeti emléke a Sarandát övező dombok egyikén álló, az 5–6. századok fordulóján épült Negyven szent templomának (Kisha e Dyzetë Shenjtorëve) romja (é. sz. 39° 52′ 21″, k. h. 20° 01′ 17″39.872500°N 20.021389°E), valamint a 18. századi lëkurësi vár (kalaja e Lëkurësit) felújított épülete (é. sz. 39° 51′ 57″, k. h. 20° 01′ 33″39.865833°N 20.025833°E).
Saranda 10-20 kilométeres körzetében számos kulturális és természeti érték található, így a város csillagtúrák kedvelt kiindulópontja. Ezek közül legnevezetesebb a várostól 17 kilométerre délre, a Butrinti-tó partján elterülő Butrinti Régészeti Park, a kulturális világörökség része, amelynek területén az ókori Buthróton/Buthrotum romjai, valamint velencei korabeli épületek láthatóak. Sarandától északkeleti irányban, 13 kilométerre az ugyancsak jelentős antik görög Phoiniké romvárosa, 22 kilométerre, a Muzinai-hegyektől közrezárva pedig a Kék Szem néven ismert forrásmedence található. Északra az Albán Riviéra strandjai, délre Ksamil felkapott aranyhomokos tengerpartja várja a fürdőzni vágyókat.

### Jeles sarandaiak
- 1874 és 1877 között itt dolgozott vámtisztviselőként Naim Frashëri (1846–1900) költő, a nemzeti mozgalom egyik vezető alakja.[67]
- Sarandában hunyt el Myfit Libohova (1876–1927) albán politikus, történész.[68]
- Saranda közelében született Muzafer Korkuti (1936) régész.[69]